# Eriococcus artemisiarum
Eriococcus artemisiarum är en insektsart som först beskrevs av Matesova 1976.  Eriococcus artemisiarum ingår i släktet Eriococcus och familjen filtsköldlöss.
Artens utbredningsområde är Kazakstan. Inga underarter finns listade i Catalogue of Life.